# Pera

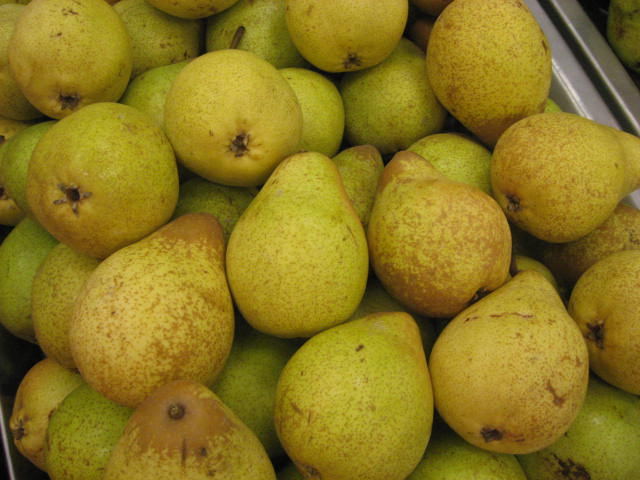
Exemplo de pera de coloração amarela

A pera (pré-AO 1990: pêra) é o fruto comestível da pereira, uma árvore do gênero Pyrus L., pertencente à família Rosaceae, e que conta com vinte variedades de espécies cultivadas em todo o mundo. A fruta pode ser consumida in natura, enlatada, em suco e desidratada.
A árvore possui tamanho médio e é nativo das regiões costeiras e temperadas da Europa, norte da África e Ásia. A madeira da pereira é muito utilizada na fabricação de instrumentos musicais e móveis de alta qualidade.
No Brasil, por exemplo, são consumidas três tipos: a Pyrus communis L., a Pyrus pyrifolia (Burm.) Nak. e a híbrida, enquanto em Portugal, a pera-rocha é a mais apreciada.

## História
A pera, tal como a maçã, tem origem na Ásia, provavelmente na China, tendo sida introduzida na Europa, e espalhada massivamente pelos romanos e mais tarde por todo o mundo pelos europeus.

## Espécies
- P. alnifolia
- P. alpina
- P. americana
- P. amygdaliformis
- P. angustifolia
- P. arbutifolia
- P. aria
- P. aromatica
- P. asiae-mediae
- P. aucuparia
- P. baccata
- P. balansae
- P. betulifolia
- P. boissieriana
- P. bollwylleriana
- P. bourgaeana
- P. bretschneideri
- P. bucharica
- P. calleryana
- P. canescens
- P. castribonensis
- P. cathayensis
- P. caucasica
- P. chamaemespilus
- P. communis
- P. complexa
- P. cordata
- P. coronaria
- P. cossonii
- P. crataegifolia
- P. cuneifolia
- P. cydonia
- P. decipiens
- P. decurrens
- P. delavayi
- P. dimorphophylla
- P. discolor
- P. diversifolia
- P. domestica
- P. doumeri
- P. elaeagrifolia
- P. elata
- P. eleyi
- P. fauriei
- P. floribunda
- P. folgneri
- P. foliolosa
- P. fusca
- P. germanica
- P. gharbiana
- P. glabra
- P. gracilis
- P. harrowiana
- P. heterophylla
- P. hondoensis
- P. hostii
- P. hupehensis
- P. hybrid
- P. hybrida
- P. indica
- P. insignis
- P. intermedia
- P. ioensis
- P. irregularis
- P. japonica
- P. kansuensis
- P. kawakamii
- P. keissleri
- P. koehnei
- P. korshinskyi
- P. kotschyana
- P. kumaoni
- P. lanata
- P. lanuginosa
- P. lecontei
- P. lemoinei
- P. lindleyi
- P. lobata
- P. longipes
- P. malifolia
- P. malus
- P. mamorensis
- P. matsumurana
- P. maulei
- P. medvedevii
- P. melanocarpa
- P. melliana
- P. michauxii
- P. microphylla
- P. minima
- P. nebrodensis
- P. niedzwetzkyana
- P. nigra
- P. nivalis
- P. nussia
- P. oblongifolia
- P. ovoidea
- P. paniculata
- P. pashia
- P. pekinensis
- P. persica
- P. phaeocarpa
- P. pinnatifida
- P. pohuashanensis
- P. pollveria
- P. pollvilla
- P. pollwilleriana
- P. praecox
- P. prattii
- P. prunifolia
- P. pseudopashia
- P. pyraster
- P. pyrifolia
- P. regelii
- P. ringo
- P. rivularis
- P. rotundifolia
- P. rufifolia
- P. salicifolia
- P. salviifolia
- P. sambucifolia
- P. sanguinea
- P. sargentii
- P. scabrifolia
- P. scalaris
- P. scheideckeri
- P. serotina
- P. serrulata
- P. setschwanensis
- P. sicanorum
- P. sieboldii
- P. sikkimensis
- P. simonii
- P. sinai
- P. sinaica
- P. sinensis
- P. sorbifolia
- P. sorbus
- P. soulardii
- P. spectabilis
- P. spinosa
- P. spuria
- P. sudetica
- P. syriaca
- P. taiwanensis
- P. tomentosa
- P. toringo
- P. torminalis
- P. trilobata
- P. tschonoskii
- P. turkestanica
- P. ussuriensis
- P. uyematsuana
- P. vallis-demonis
- P. variolosa
- P. verruculosa
- P. vestita
- P. vilmorinii
- P. wilhelmii
- P. xerophila
- P. yunnanensis
- P. zahlbruckneri
- P. zumi
- Lista completa

## Produção Mundial

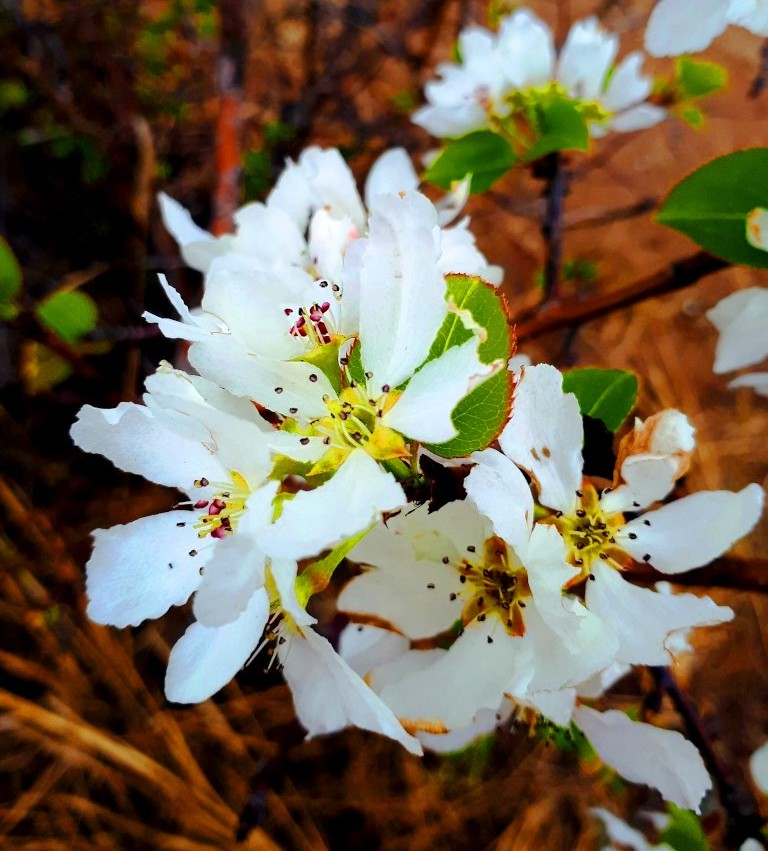
Flor de pera na Sibéria Oriental

A produção mundial de peras no ano de 2016, de acordo com dados da FAOSTAT, foi de aproximadamente 27,3 milhões de toneladas. A China lidera como maior produtor mundial, com praticamente 71% do volume produzido no mundo. O ranking dos principais produtores mundiais está listado abaixo:
| Produção em toneladas Ano 2016 Fonte: FAOSTAT (FAO) |                |                |             |
| Ranking                                             | País           | Produção (ton) | Porcentagem |
| 1º                                                  | China          | 19 388 063     | 70,90%      |
| 2º                                                  | Argentina      | 905 605        | 3,31%       |
| 3º                                                  | Estados Unidos | 738 770        | 2,70%       |
| 4º                                                  | Itália         | 701 928        | 2,57%       |
| 5º                                                  | Turquia        | 462 336        | 1,73%       |
| 6º                                                  | África do Sul  | 433 105        | 1,58%       |
| 7º                                                  | Índia          | 399 000        | 1,46%       |
| 8º                                                  | Países Baixos  | 374 000        | 1,37%       |
| 9º                                                  | Espanha        | 366 131        | 1,34%       |
| 10º                                                 | Bélgica        | 331 550        | 1,21%       |
| 18º                                                 | Portugal       | 137 805        | 0,50%       |
| 46º                                                 | Brasil         | 14 905         | 0,05%       |
|                                                     | Total          | 27 345 930     | 100%        |

O valor bruto da produção mundial, no ano de 2016 foi de aproximadamente US$ 13,24 bilhões.

## Nutrição
A pera é um fruto rico em vitamina A e C, de baixo valor energético e elevado teor de água. Além disso, ela possui quantidades consideráveis de vitaminas B1, B2 e B3, sódio, potássio, fósforo, enxofre, magnésio, silício e ferro.
Segundo a Embrapa, uma pera de 100g, possui cerca de 63,5 calorias, 15,1g de carboidratos, 14 mg de cálcio, 13 mg de fósforo, 1 mg de ferro, 16 mg e 132 mg de sódio e potássio, respectivamente.

## Classificação do gênero
| Sistema | Classificação                       | Referência               |
| ------- | ----------------------------------- | ------------------------ |
| Linné   | Classe Icosandria, ordem Pentagynia | Species plantarum (1753) |

## Variedades
Existe um grande número de variedades de pera:
- Pera-rocha
- Figueiroa ou coxa-de-freira
- Amorim
- Codorno
- Marmela
- Marquesa
- Virgulosa